# Teurthéville-Hague
 Teurthéville-Hague  es una población y comuna francesa, situada en la región de Baja Normandía, departamento de Mancha, en el distrito de Cherbourg-Octeville y cantón de Équeurdreville-Hainneville.

## Demografía
| 566 | 541 | 460 | 563 | 731 | 746 |
| Para los censos de 1962 a 1999 la población legal corresponde a la población sin duplicidades (Fuente: INSEE [Consultar]) |     |     |     |     |     |